# Bagage (Leiden)
Bagage is een monument in de Nederlandse stad Leiden. Het bestaat uit zes ouderwetse koffers, gehouwen uit verschillende steensoorten, die verspreid door de stad staan. Het monument is opgericht ter nagedachtenis aan de Joodse stadgenoten die tijdens de Tweede Wereldoorlog zijn vermoord. Maker is de Nederlands/Israëlische kunstenaar Ram Katzir. De koffers zijn op 17 maart 2010 onthuld.

## Geschiedenis
Op 17 maart 1943 werd in Leiden en omgeving een razzia gehouden waarbij alle Joden die niet waren ondergedoken werden opgepakt en gedeporteerd. Van hen zijn 270 vermoord in de concentratie- en vernietigingskampen.
Aanleiding voor het maken van het monument was een tentoonstelling in 2003 in Stedelijk Museum De Lakenhal, over de geschiedenis van de Joden in Leiden en omgeving in de periode 1933-1945. Door deze tentoonstelling ontstond de behoefte aan een monument.

## Plaatsen
De koffers staan op vijf betekenisvolle plaatsen in de stad. Twee zijn te vinden bij het voormalig politiebureau aan de Zonneveldstraat 10, van waaruit de razzia werd gecoördineerd. Een koffer staat bij het voormalige Centraal Israëlitisch Wees- en Doorgangshuis aan de Roodenburgerstraat 1a. Een staat achter het gebouw van de juridische faculteit van de Universiteit Leiden, waar nu internationaal recht en mensenrechten worden gedoceerd. De koffers aan de Herensteeg/hoek Rapenburg en de Vliet/hoek Molensteeg bevinden zich in de nabijheid van een onderduikadres.

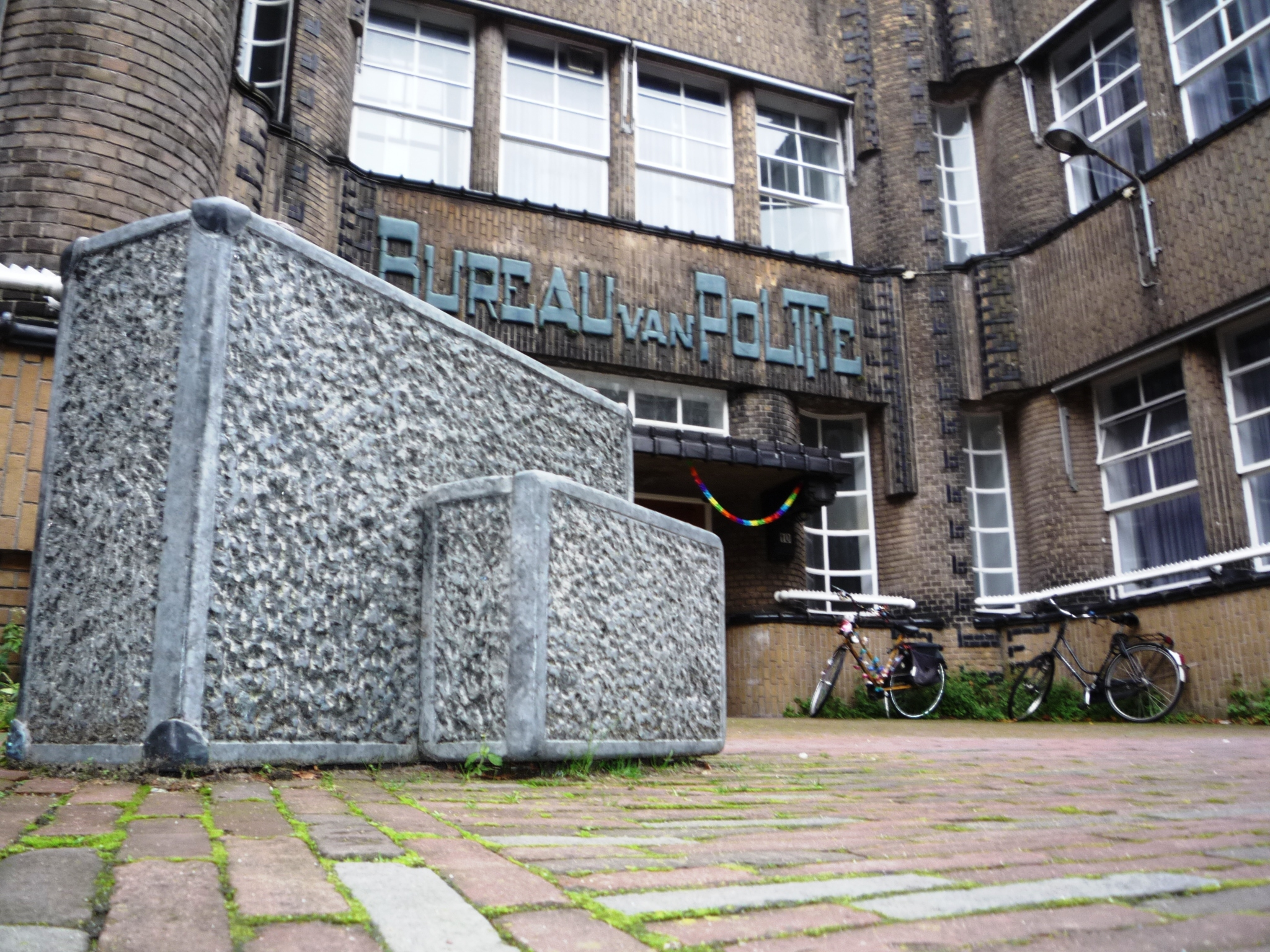
Zonneveldstraat
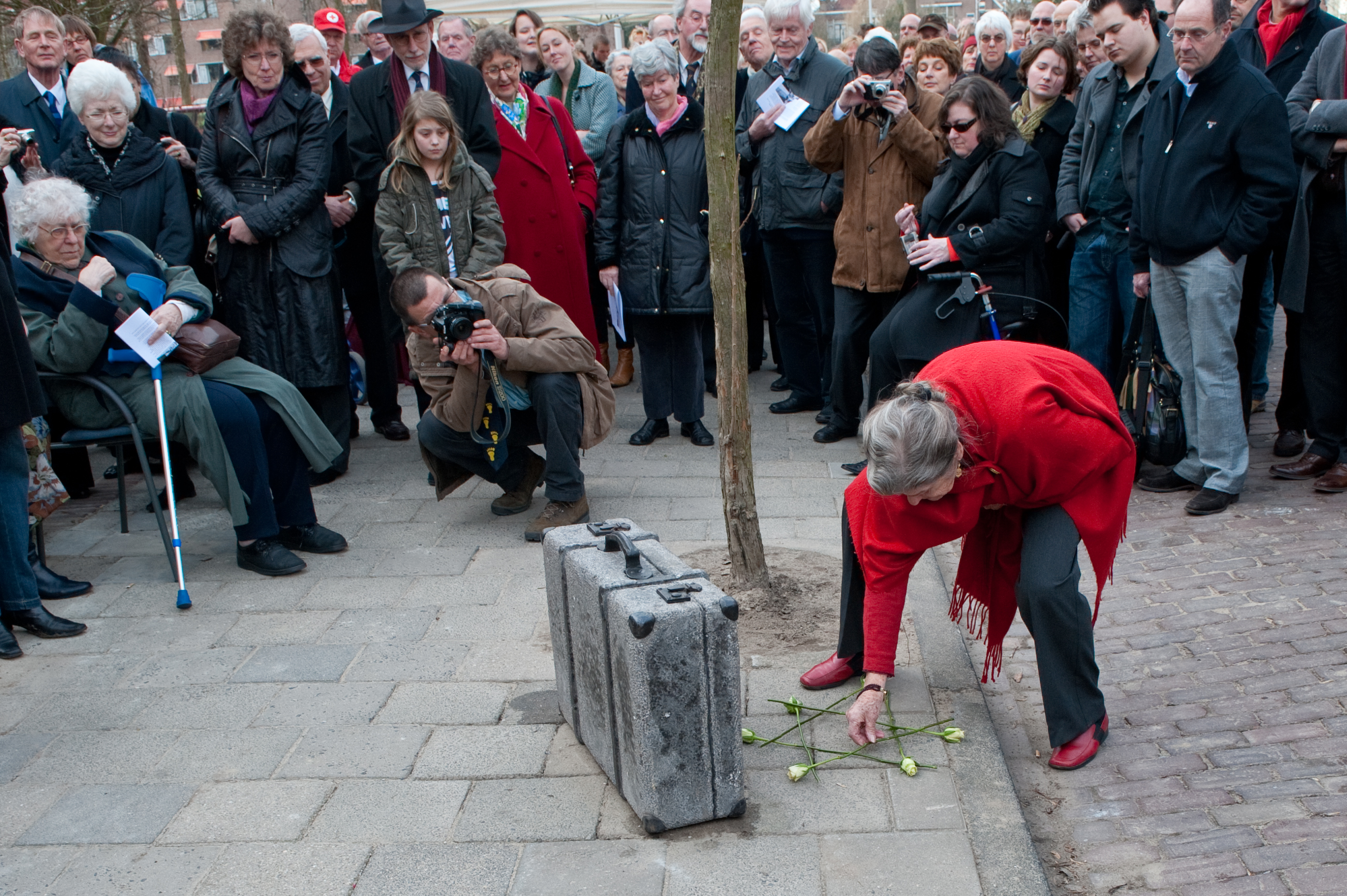
Roodenburgerstraat: onthulling (2010)
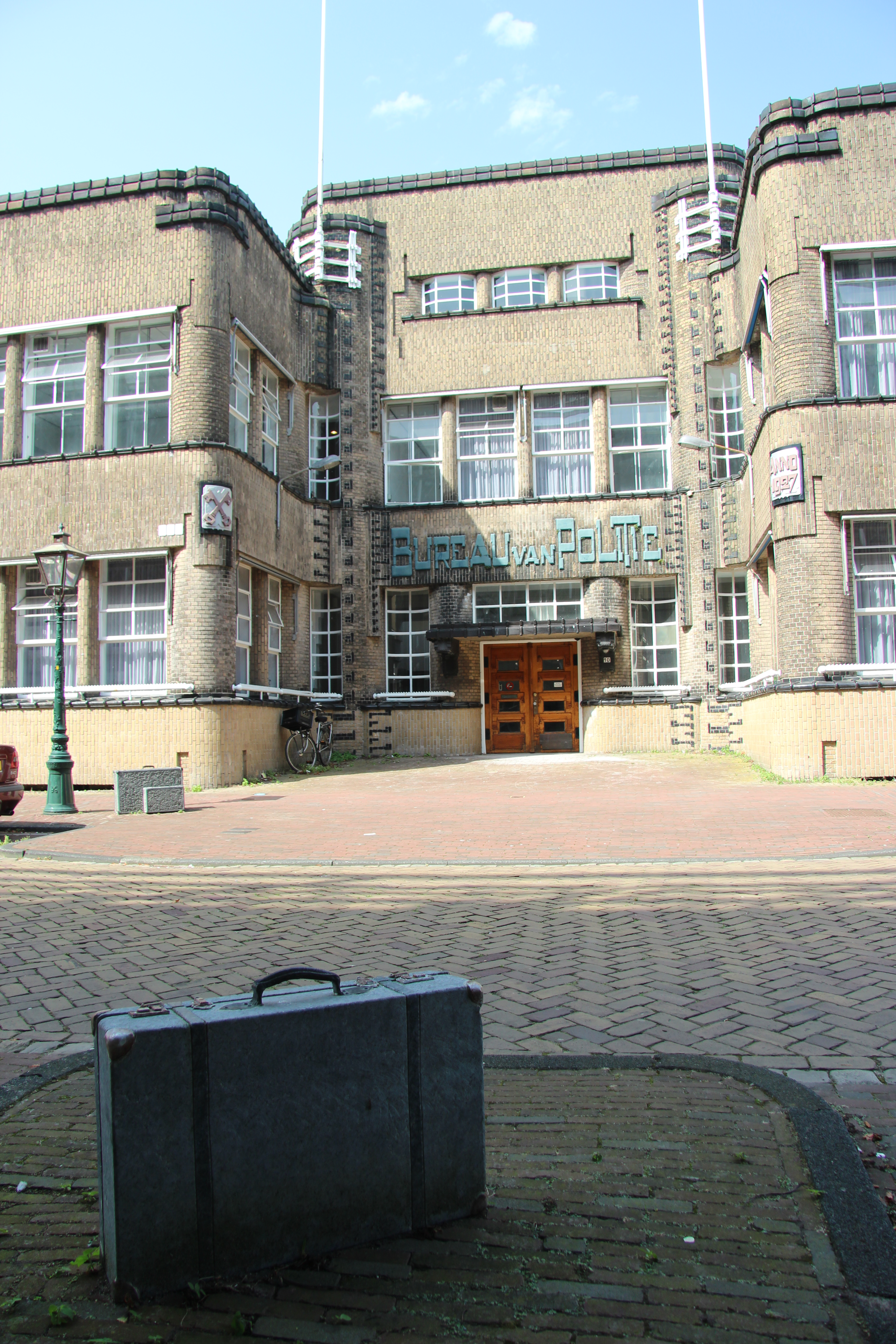
Zonneveldstraat (achter juridische faculteit)
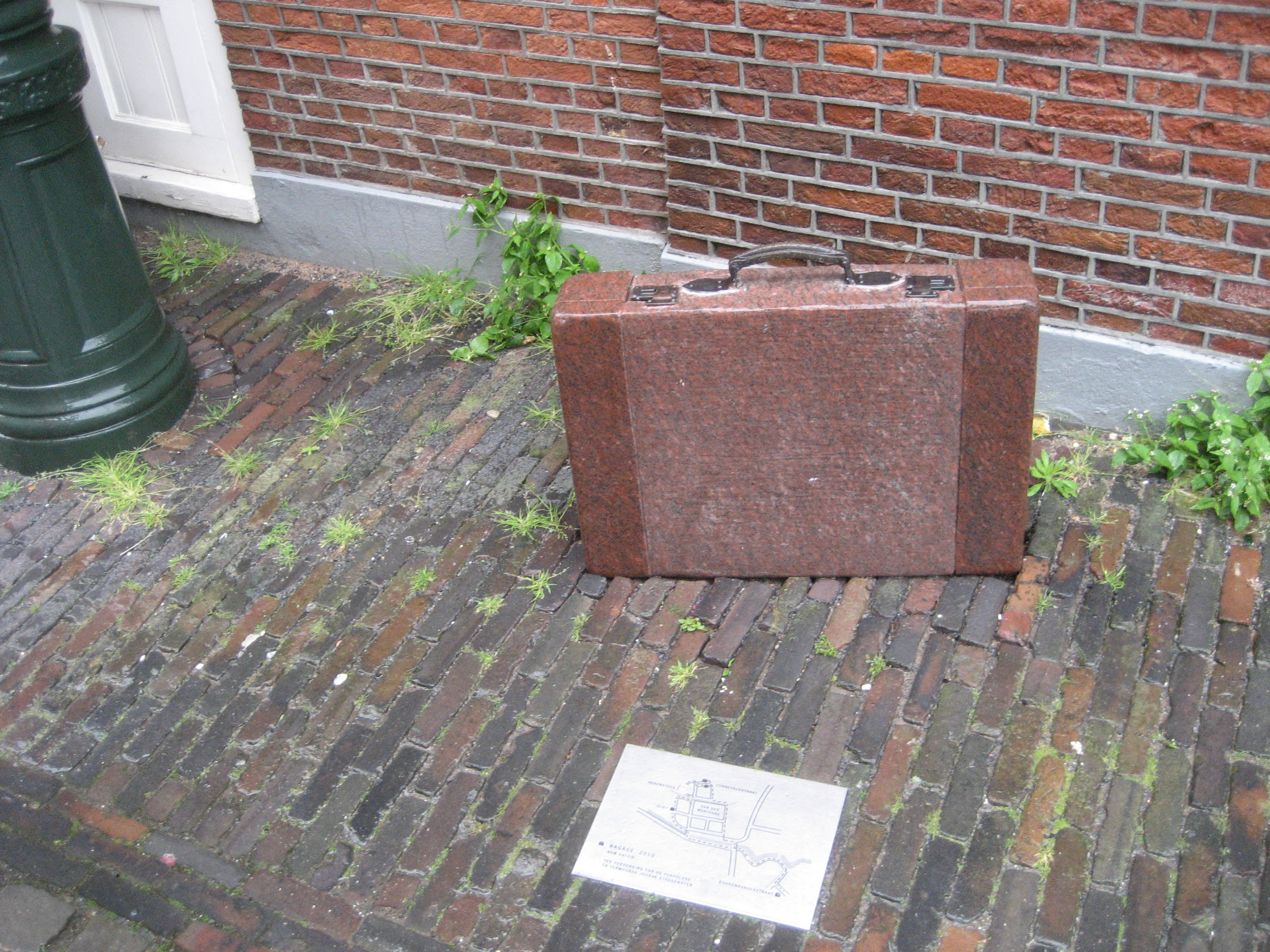
Herensteeg
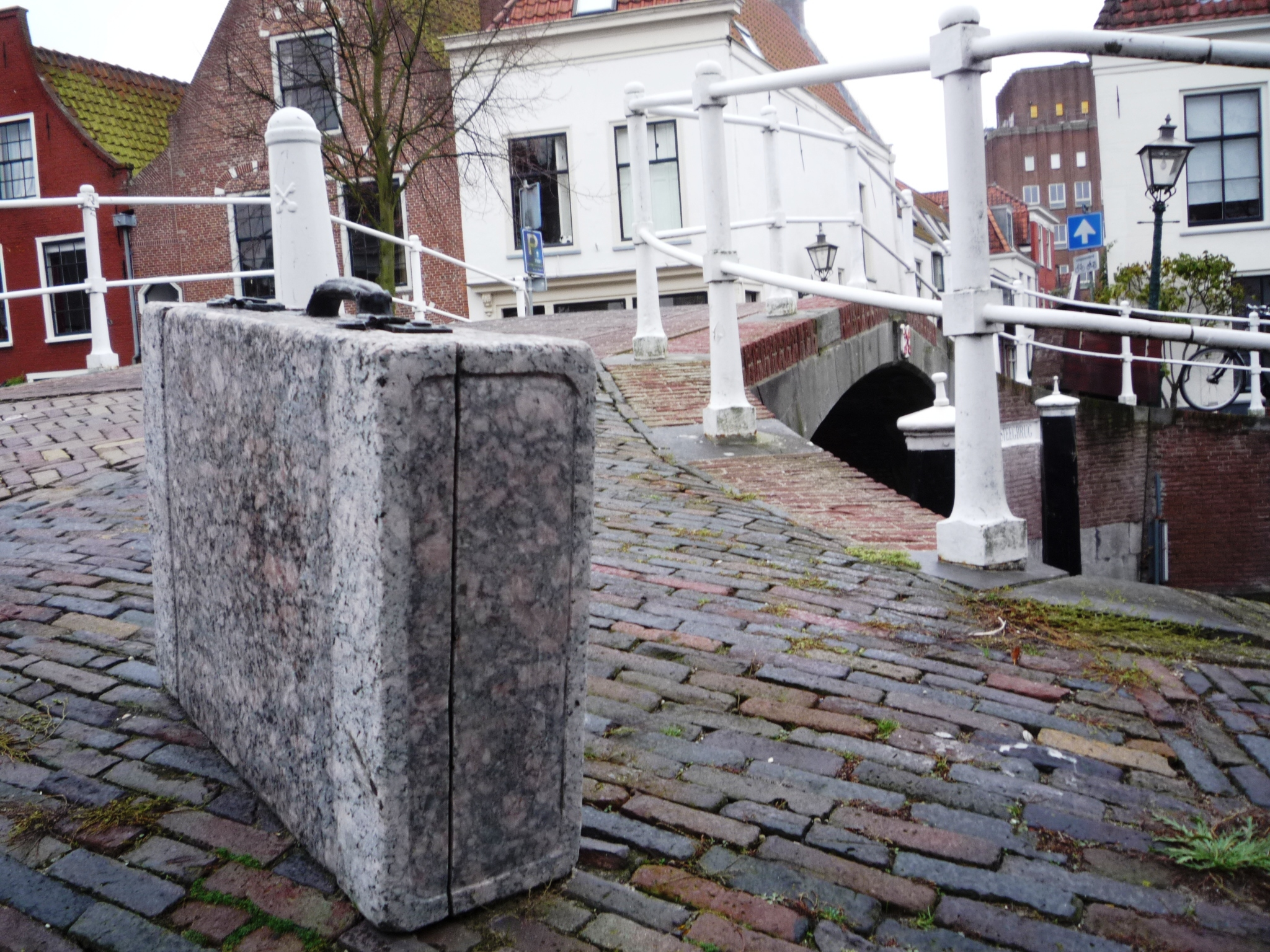
Vliet